# 黑森-卡塞爾的威廉明妮
黑森-卡塞爾的威廉明妮（Wilhelmine von Hessen-Kassel，1726年2月25日—1808年10月8日），普魯士的海因里希親王妻子，黑森-卡塞爾的馬克西米利安與弗蕾德里克·夏洛特的女兒。和海因里希親王沒有子女。